# عبد الله الكاتب (منتج)
عبد الله الكاتب ممثل ومنتج سعودي من مواليد 18 مارس 1971، نقل نشاطه السينمائي إلى مصر، وأنتج العديد من الأفلام، منها فيلم «خلطبيطة»، شارك في عدة أعمال فنية في السينما والتلفزيون كما أنتج عدة أعمال فنية منها «بخيت وعديلة» مع المنتج هشام عزب كما انه من كبار الموزعين علي مستوى العالم العربي ويذكر انه اصغر منتج عربي سنا بينما لم يتجاوز عمره ثمانية عشر عاما عندما أنتج فيلم «خلطبيطة» للنجم محمود عبد العزيز  تزوج من الممثلة المعتزلة «ميار الببلاوي» وانتهت تلك العلاقة بقضايا بالمحاكم المصرية، وأقام دعوى قضائية ضد الببلاوي يطالبها بتعويض قدره بمليون جنيه  بسبب الأضرار التي لحقت به من جراء حبسه شهرين بسبب تهم قال عنها إنها كاذبة وملفقة. كما كان من كبار المساهمين في القمر الصناعي نايل سات قبل إطلاقه في التسعينات إلى جانب عمله كممثل لديه عدة شركات استثمارية في مجالات العقار والاجهزة الطبية كما انه من ضمن المساهمين في مدينة الإنتاج الإعلامي في مصر.
قال عن عمله كممثل وكمنتج: «عندما أقدمت على تجربة التمثيل... لم أكن أتعامل مع الأمر على أني منتج سينمائي... أنا راجل غاوي تمثيل... اسمي هو الرابع في تيترات الفيلم بعد الأستاذ حسن حسني والنجمتين نيرمين الفقي ومروى».

## قائمة أعماله
فيلم «خلطبيطة» للمخرج مدحت السباعي عام 1994 (تمثيل وإنتاج)
فيلم «لحم رخيص» للمخرجة إيناس الدغيدي عام 1995 (تمثيل)
فيلم «إحنا ولاد النهاردة» للمخرج سيد طنطاوي عام 1995 (تمثيل)
فيلم «بيتزا بيتزا» للمخرج مازن الجبلي عام 1998 (تمثيل وإنتاج)
فيلم «دكتور سيلكون» للمخرج أحمد البدري عام 2009 (تمثيل وإنتاج)
مسلسل «أسرار» للمخرج وائل فهمي عبد الحميد عام 2015 (تمثيل دور شرف)
مسلسل «آه من حوا» للمخرج أحمد صبحي عام 2016 (تمثيل)
سيت كوم «شوقية وعيلتها المفترية» للمخرج جيهان رزق عام 2018 (تمثيل)
فيلم «خسسني شكراً» للمخرج وائل عبد القادر عام 2019 (تمثيل)

## وصلات خارجية
- عبد الله الكاتب على موقع IMDb (الإنجليزية)
- عبد الله الكاتب على موقع قاعدة بيانات الأفلام العربية
- عبد الله الكاتب على الدهليز
- عبد الله الكاتب على كاروهات